# ایتونتاون، نیوجرسی
ایتونتاون (به انگلیسی: Eatontown) شهری در ایالت نیوجرسی کشور ایالات متحده آمریکا است که جمعیت آن در سرشماری سال ۲۰۱۰ میلادی، ۱۲٬۷۰۹ نفر بوده‌است.